# Châu Văn Thơi
Châu Văn Thơi là kiểm sát viên cao cấp Việt Nam. Ông hiện giữ chức vụ Viện trưởng Viện kiểm sát nhân dân tỉnh Bến Tre.

## Tiểu sử
Châu Văn Thơi là đảng viên Đảng Cộng sản Việt Nam.
Tháng 11 năm 2016, Châu Văn Thơi giữ chức vụ Phó Viện trưởng Viện kiểm sát nhân dân tỉnh Bến Tre.
Ngày 19 tháng 10 năm 2017, Châu Văn Thơi, Viện trưởng Viện kiểm sát nhân dân tỉnh Bến Tre được trao quyết định bổ nhiệm chức danh kiểm sát viên cao cấp.
Tháng 7 năm 2018, Châu Văn Thơi là Bí thư Ban cán sự đảng, Bí thư Đảng ủy, Viện trưởng Viện KSND tỉnh Bến Tre.